# 989 Studios
989 Studios foi uma divisão da Sony Computer Entertainment America (SCEA), que desenvolveu jogos para os consoles PlayStation e PC. Seus títulos incluem Twisted Metal 3 e 4, Syphon Filter e Syphon Filter 2, Jet Moto 3, Bust a Groove, EverQuest e outros. Ele agora existe como marca esportiva 989 de propriedade da SCEA, que produz títulos esportivos.

## História
O título 989 Sports foi desenvolvido a partir de uma longa história de mudanças de nome e deslocamento dentro das empresas Sony centrado em torno de operações em Foster City, Califórnia. Em agosto de 1995, o setor de videogames da Sony Imagesoft]] fundiu-se com o ramo de desenvolvimento de produto da SCEA, tornando-se Sony Interactive Studios Americ (SISA). Em abril de 1998, SISA foi renomea para 989 Studios, devido ao endereço do prédio onde era instalada (989 E. Hillsdale Boulevard, Foster City, Califórnia, ainda usado pela Sony). SCEA continua a lançar jogos de esportes sob a marca esportiva 989. [carece de fontes?]